# 황선우 (수영 선수)
황선우(黃宣優, 2003년 5월 21일~)는 대한민국의 수영 선수로 주 종목은 자유형이다.

## 경력
2020년 11월, 대한민국 경영 국가대표 선발전에서 자유형 100m에서 아시아 신기록을, 자유형 200m 세계 주니어 신기록을 갱신하였다.
2020년 하계 올림픽 수영 국가대표로 출전했으며, 여자 배구 국가대표인 김연경 선수와 함께 기수로 선정되었다. 첫 올림픽 출전인 황선우는 주 종목인 자유형 100m, 200m을 비롯하여, 자유형 50m와 계영 800m 등 4개 종목에 출전하였다. 200m에서는 결승전까지 올라가 메달권에 들어갈 수도 있을 것으로 예상되기도 했으나 7위를 기록했다.
2021년 10월에는 2021년 수영 월드컵 3차 대회에 참가하여 개인혼영 100m 동메달, 자유형 200m에서 금메달을 차지했다. 12월에는 아랍에미리트 아부다비에서 열린 2021년 세계 쇼트 코스 선수권 대회 자유형 200m에서 러시아의 알렉산드르 시요골레프와 다나스 랍시스를 제치고 금메달을 획득했다.
2022년 6월 헝가리 부다페스트에서 열린 2022년 세계 선수권 대회 자유형 200m 종목에서 1분 44.47초의 기록으로 루마니아의 다비드 포포비치의 뒤를 이어 은메달을 획득했다. 이는 박태환이 2011년 세계 선수권 대회 자유형 400m에서 금메달을 획득한 후 11년만에 획득한 세계 선수권 대회 경영 종목 메달이다.

## 개인 최고 기록
| 종목        | 기록      | 날짜         | 대회               | 장소                  | 기타       |
| ----------- | --------- | ------------ | ------------------ | --------------------- | ---------- |
| 자유형 100m | 47초56    | 2021. 07. 28 | 제32회 하계 올림픽 | 일본 도쿄             | 준결승 4위 |
| 자유형 200m | 1분44초40 | 2023. 09. 27 | 제19회 아시안 게임 | 중화인민공화국 항저우 | 예선 1위   |